# Maria Weimer
Maria Eva Margareta Weimer, född 25 juni 1979 i Landau in der Pfalz i Rheinland-Pfalz, Tyskland, död 5 oktober 2024 i Sveg, Jämtlands län, var en svensk diplomat och politiker (liberal). Hon var ordinarie riksdagsledamot 2014–2018, invald för Uppsala läns valkrets.

## Biografi
Weimer föddes och växte upp i Tyskland och flyttade till Sverige som 10-åring och hamnade sedan i Sveg. Hon var senare bosatt i Uppsala där hon studerade språk och statsvetenskap vid Uppsala universitet. Hon läste även Timbros spetsutbildning Stureakademin. År 2005 gick Weimer diplomatprogrammet och var därefter verksam som diplomat vid utrikesdepartementet. Under en period var hon placerad vid Sveriges representation i Bryssel där hon arbetade med säkerhetspolitiska frågor.
Maria Weimer vann 2011 frågesportsprogrammet Slaget om Sverige i Erik Ekstrands lag.
Weimer avled 2024 i sviterna av bröstcancer.

## Politisk karriär
Maria Weimer var en period ordförande för Liberalerna i Uppsala län och blev inkryssad som riksdagsledamot i riksdagsvalet 2014. Hennes främsta frågor var utrikes- och säkerhetspolitik, näringsliv och företagande samt miljöpolitik. Weimer utsågs i januari 2015 till energipolitisk talesperson för Liberalerna och blev även invald i partistyrelsen. Under valrörelsen 2018 tog Weimer ställning, i strid med partilinjen, för att behålla den flygskatt som den rödgröna regeringen infört. I valet 2018 fick Weimer dock färre personkryss än Lina Nordquist, och fick därför lämna riksdagen.